# Péter Eckstein-Kovács

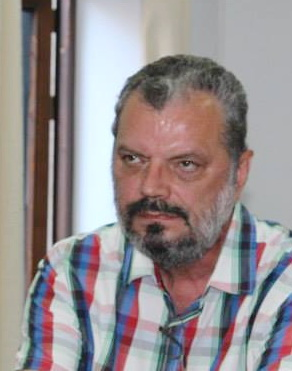
Péter Eckstein-Kovács

Péter Eckstein-Kovács (Cluj, 5 juli 1956) is een Roemeens politicus en advocaat afkomstig uit de Hongaarse minderheid in Roemenië en lid van de Democratische Unie van Hongaren in Roemenië (UDMR).
Tussen 1990 en 1992 zetelde hij in het Roemeense Parlement en vervolgens van 1996 tot 2000 in de Senaat.
Van 1992 tot 1996 was hij gemeenteraadslid in Cluj-Napoca.
Van 1 februari 1999 tot november 2000 was hij minister van minderhedenzaken in de Roemeense regering, waar hij startte met de ratificatie van het Europees Handvest voor regionale talen of talen van minderheden en wetgeving voorbereidde die alle vorm van discriminatie verbood.